# Vải Trung Quốc 3
Vải Trung Quốc 3 (tiếng Anh: China 3; tiếng Bengali: চায়না ৩ লিচু) là một giống của vải, thuộc chi Nepheleae của họ Sapindaceae. Giống này là một trong những giống cây được trồng tươi tốt nhất ở vùng Bengal phía đông của tiểu lục địa Ấn Độ. Cây có chiều cao khoảng từ 5 đến 6 m, lá tương đối nhỏ hơn. Việc ra quả là thường xuyên nếu được quản lý và chăm sóc thích hợp, nếu không chúng có thói quen ra quả không thường xuyên. Trung Quốc 3 cũng được phát hiện là sinh trưởng một cách tươi tốt ở nhiều khu vực khác, ngoại trừ những nơi bắt đầu có mưa sớm.
Đây là một giống quả muộn và quả chín vào tuần cuối cùng của Tháng Sáu. Năng suất trung bình là 124 kg một cây. Quả tròn, quả to có màu da đỏ cam hấp dẫn. Cùi quả có màu trắng kem, mềm và ngon ngọt.

## Mô tả
Trung Quốc 3 là một giống vải thiều. Đây là giống quả chín muộn và thời gian quả chín vào tuần cuối Tháng 6. Năng suất trung bình mỗi cây là 124 kg. Tuy nhiên, chúng vẫn thường hay không ra quả. Kích thước quả của Trung Quốc-3 lớn hơn giống vải khác với màu vỏ trông hấp dẫn. Quả có dạng hình cầu, có thành phần màu sắc gồm màu đỏ, cam và xanh lục. Khối lượng trung bình của mỗi quả là 25 gram. Cùi quả có màu trắng kem, mềm và mọng nước. TSS 18%, hạt nhỏ, tỷ lệ cùi-hạt 15:1.

## Canh tác
Việc trồng cây có thể được thực hiện sau mùa mưa, tức là từ tháng 8 đến tháng 9, nhưng cần phải tưới nước thường xuyên sẽ tốt hơn cho vườn cây ăn trái. Ở những vườn vải trồng lâu năm, cây được trồng cách nhau 10–12 m theo cả hai cách, tức là khoảng cách theo hàng và giữa các cây trong cùng một hàng. Khoảng cách trồng 10 m là thích hợp ở những nơi đất có nhiều mùn, màu mỡ và cần thiết khi cây cần được chăm sóc trong giai đoạn đầu chúng được trồng. Ở các khu vực khác, khoảng cách 7–8 m được xem là vừa đủ. Hiện nay việc trồng vườn cây với mật độ cao cũng đã bắt đầu. Trong trường hợp trồng mật độ cao, khoảng cách trồng là 4 m x 4 m.

## Thu hoạch
Chất lượng quả của Trung Quốc-3 là tốt nhất trong số các giống vải hiện có trên lục địa, với phần lớn có vị chát và tỷ lệ cùi quả thấp. Giống vải BARI Lichu-3 được trồng gần đây giống với China-3 về kích thước, hình dạng, chất lượng và hương vị, nhưng vẫn chưa được phân phối cho nông dân. Sản lượng vải thiều Trung Quốc-3 ở Bangladesh, Đông Ấn Độ và Đông Bắc Ấn Độ đang tăng lên, tất nhiên, năng suất vải thiều trung bình vẫn còn thấp và nó có thể được tăng lên đáng kể.

## Ảnh

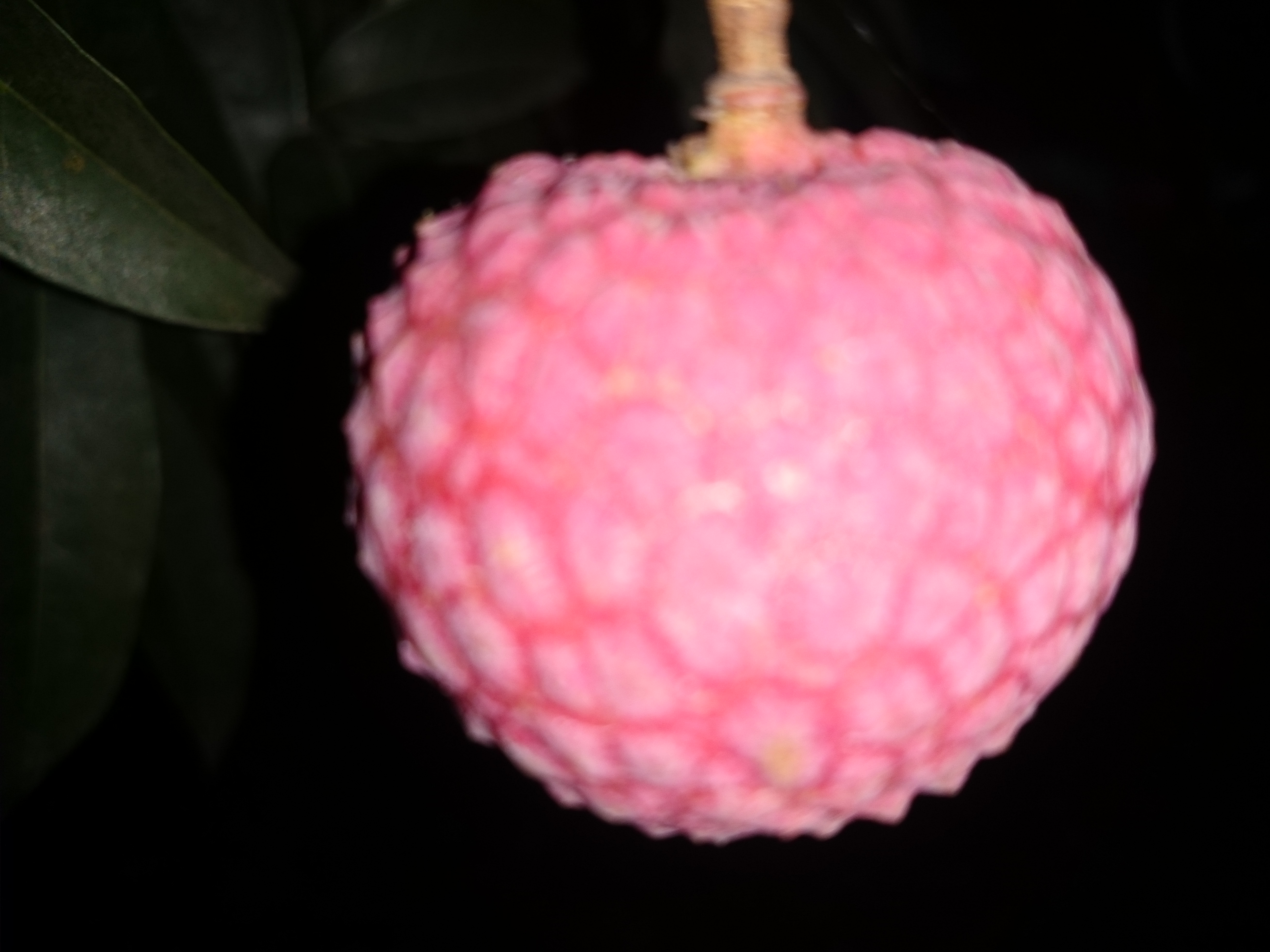
Một quả gần chín.
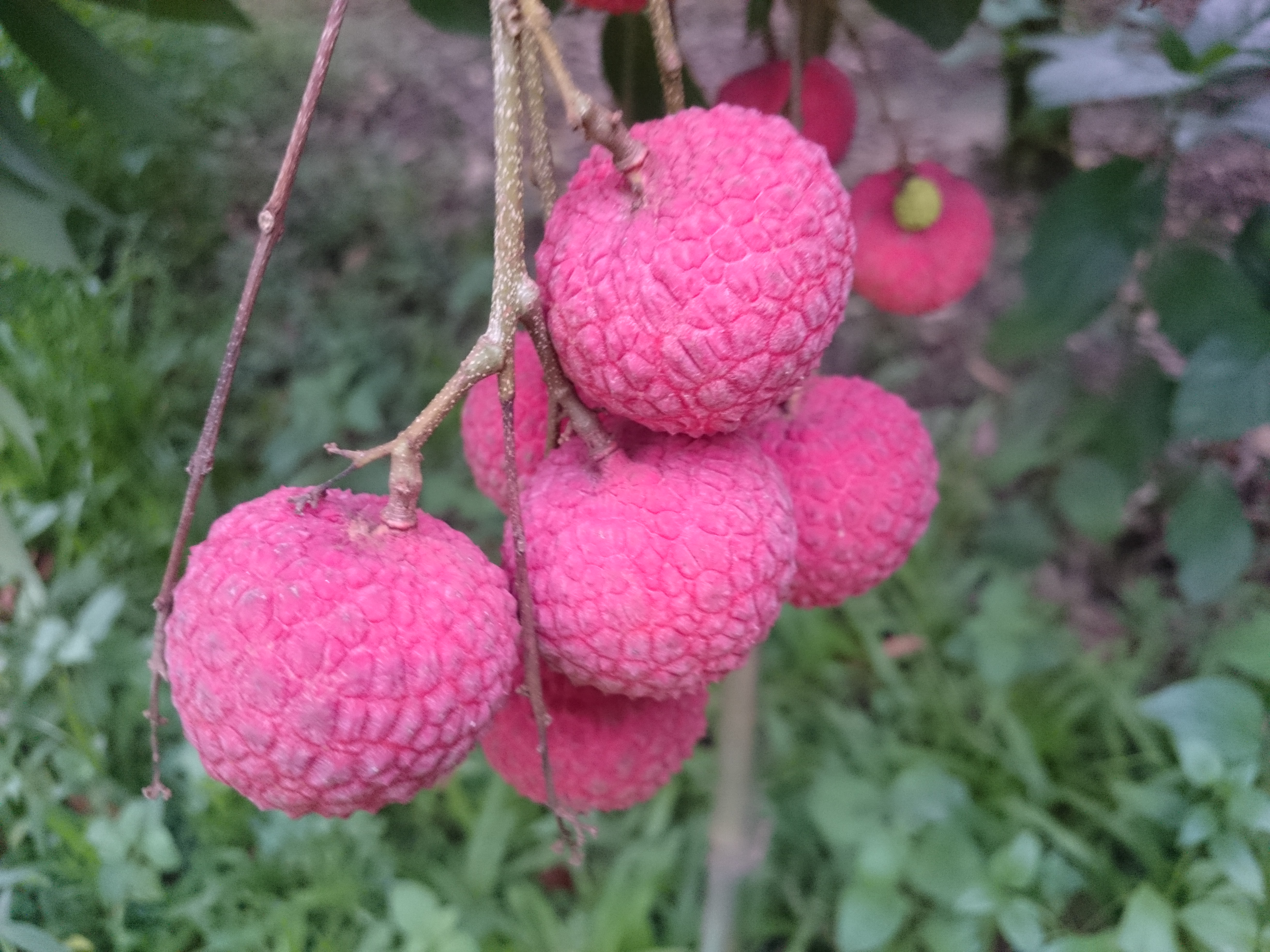
Một quả khoảng 25 gram.
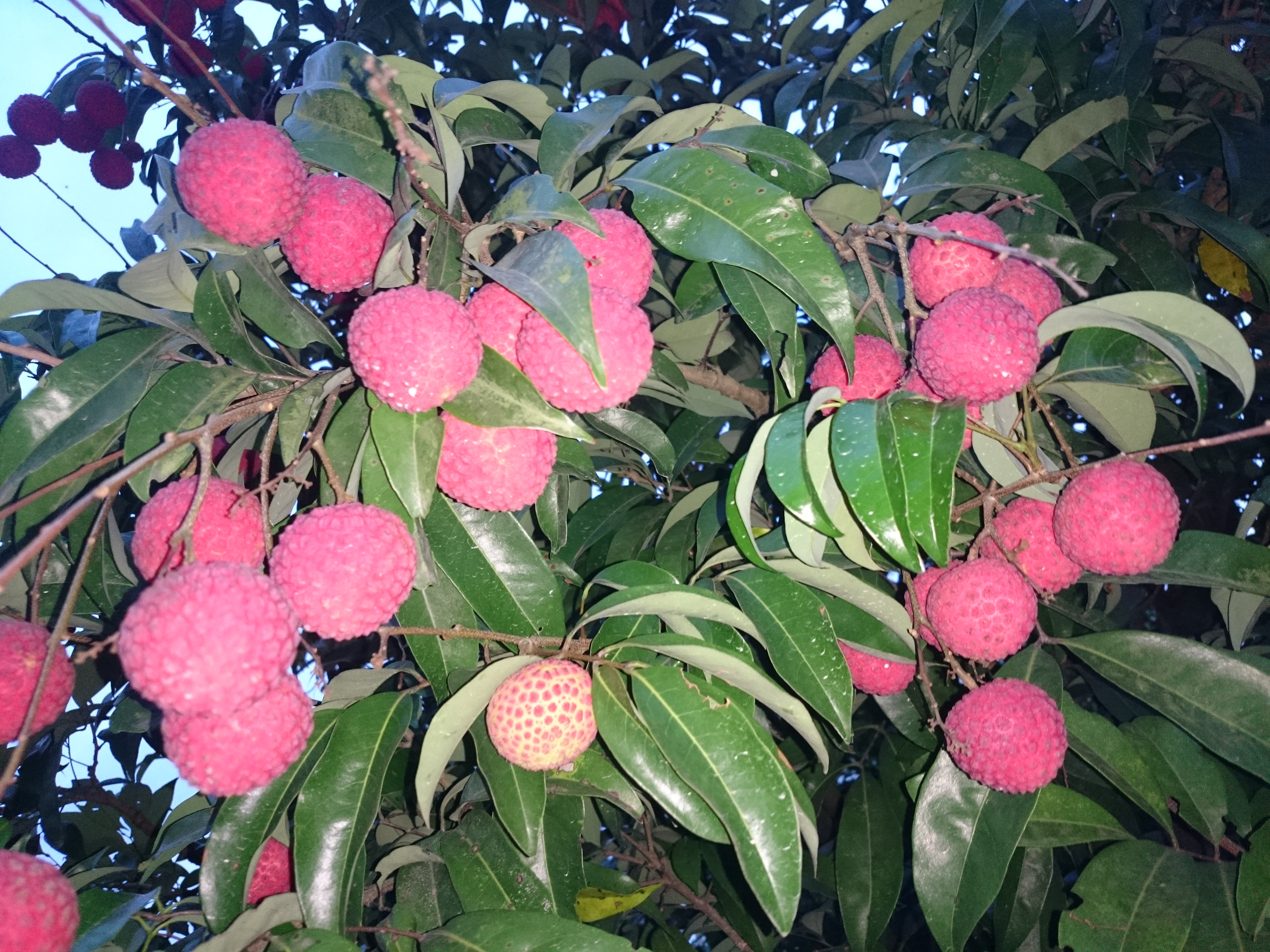
Vải trồng ở Bangladesh.